# Straža (Straža, Slovenija)
Straža je naselje i središte istoimene općine u jugoistočnoj Sloveniji. Straža se nalazi u pokrajini Dolenjskoj i statističkoj regiji Jugoistočna Slovenija.

## Stanovištvo
Prema popisu stanovništva iz 2002. godine Straža je imala 1.961 stanovnika.

## Vanjske poveznice
- Satelitska snimka naselja, plan naselja  Arhivirana inačica izvorne stranice od 29. srpnja 2017. (Wayback Machine)